# Rudolf Marti
Rudolf Marti (conocido como Ruedi Marti; 7 de abril de 1950) es un deportista suizo que compitió en bobsleigh en la modalidad cuádruple.
Participó en dos Juegos Olímpicos de Invierno, en los años 1976 y 1980, obteniendo dos medallas, plata en Innsbruck 1976 y plata en Lake Placid 1980. Ganó dos medallas de plata en el Campeonato Mundial de Bobsleigh, en los años 1977 y 1978, y una medalla de oro en el Campeonato Europeo de Bobsleigh de 1980.

## Palmarés internacional
| Juegos Olímpicos   | Juegos Olímpicos             | Juegos Olímpicos | Juegos Olímpicos |
| Año                | Lugar                        | Medalla          | Prueba           |
| ------------------ | ---------------------------- | ---------------- | ---------------- |
| 1976               | Innsbruck (Austria)          | Medalla de plata | Cuádruple        |
| 1980               | Lake Placid (Estados Unidos) | Medalla de plata | Cuádruple        |
| Campeonato Mundial |                              |                  |                  |
| Año                | Lugar                        | Medalla          | Prueba           |
| 1977               | Sankt Moritz (Suiza)         | Medalla de plata | Cuádruple        |
| 1978               | Lake Placid (Estados Unidos) | Medalla de plata | Cuádruple        |
| Campeonato Europeo |                              |                  |                  |
| Año                | Lugar                        | Medalla          | Prueba           |
| 1980               | Sankt Moritz (Suiza)         | Medalla de oro   | Cuádruple        |